# Afroceto flabella
Espèce
Afroceto flabella est une espèce d'araignées aranéomorphes de la famille des Trachelidae.

## Distribution
Cette espèce est endémique du Cap-Oriental en Afrique du Sud,. Elle se rencontre vers Grahamstown.

## Description
Le mâle holotype mesure 5,50 mm et la femelle paratype 5,90 mm.

## Publication originale
- Lyle & Haddad, 2010 : A revision of the tracheline sac spider genus Cetonana Strand, 1929 in the Afrotropical region, with descriptions of two new genera (Araneae: Corinnidae). African Invertebrates, vol. 51, no 2, p. 321-384 (texte intégral).